# بلدة غراند رابيدز تشارتر (ميشيغان)
غراند رابيدز تشارتر (بالإنجليزية: Grand Rapids Charter Township, Michigan)‏ هي بلدة تقع بولاية ميشيغان في الولايات المتحدة. تبلغ مساحتها 40.3 (كم²)، وترتفع عن سطح البحر 246 م، بلغ عدد سكانها 16661 نسمة في عام تعداد الولايات المتحدة 2010 حسب إحصاء مكتب تعداد الولايات المتحدة وتصل الكثافة السكانية فيها 417.5 نسمة/كم2.

## وصلات خارجية
- - The US50 - Cities and Towns in Michigan State
- Michigan Cities and Towns, Facts, Map, Flag, Colleges, Government, and More